# Last Works 1993-1995
Last Works 1993-1995 è un album raccolta della Sleaze/Glam metal band, Cats in Boots, uscito nel 1999 per l'Etichetta discografica R&P Records.

## Tracce
1. Unconditional
2. Sister
3. Little Crucified
4. Yosemite Song
5. Planetary Song
6. Even Now
7. Strangest Love Of All
8. Dead Dogs Lie
9. She's So Bad
10. The Edge

## Formazione
- Joel Ellis - voce, armonica
- Takashi "Jam" O'Hashi - chitarra, cori

### Altre partecipazioni
- Larry Aberman - batteria nella traccia 10
- Hussan - basso nella traccia 10
- Spider - sassofono nella traccia 10
- Gomez - percussioni nella traccia 10
- Jimmy Zoro - chitarra nella traccia 10